# WWE Network събития
Това е списък с WWE Network събития, детайлно всяко кеч предаване, излъчено по Мрежата на WWE.

Световната федерация по кеч започва да излъчва pay-per-view турнири от 1985, където „Голямата четворка“ (Кралски Грохот, КечМания, Лятно Тръшване и Сървайвър) са първите установени. Въпреки това, бизнеса на турнирите на компанията драстично се променя с излъчването на WWE Network на 24 февруари 2014. Докато повечето от събитията на Федерацията се излъчват в някои части на света по традиционните pay-per-view канали, фокуса на WWE се измества далеч от представянето на своите турнири по платените канали. Техният план е да представят всичките си събития по Мрежата, заедно с тези, които са само по WWE Network. Цената за стартиране на Мрежата е $9,99 като начин, който да привлича потенциални клиенти от традиционните турнири, цената на които, е средно пет пъти по-голяма (в САЩ), от тази на Мрежата. WWE Network включва и целия заден каталог с турнири на WWE, WCW и ECW, както и всички събития на Мрежата от Пристигане в техния раздел по поръчка. Всички събития на WWE Network, които са излъчени след старта на Мрежата са на HD.
Шоутата са по 3 часа, а главните събития като КечМания и Лятно Тръшване са дълги 4 часа. Федерацията излъчва предварително шоу преди всяко събитие познато като „Kickoff“. Всеки „Kickoff“ съдържа мачове, интервюта и група хора, визуализиращи предстоящото събитие. То започва като 30-минутно, но се удължава до едночасово шоу КечМания разполага с двучасов „Kickoff“. WWE понякога излъчва и шоу след някои събития познато като „Fallout“. Всеки „Fallout“ съдържа интервюта и група хора, анализиращи събитието.
Шоутата NXT Завземане са дълги 2 часа. Всеки „Kickoff“ на NXT Завземане съдържа интервюта и група хора, визуализиращи предстоящото събитие. „Kickoff“ шоутата на Завземане за дълги 30 минути. WWE понякога излъчва шоу след тях също познато като „Fallout“.

## Минали събития

### 2014
|  | Събитие на NXT |

| Име                         | Дата         | Място                    | Град                      | Главен мач                                                         |
| --------------------------- | ------------ | ------------------------ | ------------------------- | ------------------------------------------------------------------ |
| Пристигане                  | 27 февруари  | Full Sail University     | Уинтър Парк, Флорида      | Бо Далас срещу Ейдриън Невил1                                      |
| КечМания 30                 | 6 април      | Mercedes-Benz Superdome  | Ню Орлиънс, Луизиана      | Ренди Ортън срещу Батиста срещу Даниъл Брайън2                     |
| Екстремни правила           | 4 май        | Izod Center              | Ийст Ръдърфорд, Ню Джърси | Даниъл Брайън срещу Кейн2                                          |
| Завземане                   | 29 май       | Full Sail University     | Уинтър Парк, Флорида      | Ейдриън Невил срещу Тайсън Кид1                                    |
| Разплата                    | 1 юни        | Allstate Arena           | Чикаго, Илинойс           | Щит срещу Еволюция                                                 |
| Договорът в куфарчето       | 29 юни       | TD Garden                | Бостън, Масачузетс        | Мач със стълби с осем души2                                        |
| Бойно поле                  | 20 юли       | Tampa Bay Times Forum    | Тампа, Флорида            | Джон Сина срещу Ренди Ортън срещу Кейн срещу Роуман Рейнс2         |
| Лятно тръшване              | 17 август    | Staples Center           | Лос Анджелис, Калифорния  | Джон Сина срещу Брок Леснар2                                       |
| Завземане: Фатална четворка | 11 септември | Full Sail University     | Уинтър Парк, Флорида      | Ейдриън Невил срещу Сами Зейн срещу Тайсън Кид срещу Тайлър Брийз1 |
| Нощта на шампионите         | 21 септември | Bridgestone Arena        | Нашвил, Тенеси            | Брок Леснар срещу Джон Сина2                                       |
| Ад в клетка                 | 26 октомври  | American Airlines Center | Далас, Тексас             | Сет Ролинс срещу Дийн Амброуз2                                     |
| Сървайвър                   | 23 ноември   | Scottrade Center         | Сейнт Луис, Мисури        | Отбор Сина срещу Отбор Началници                                   |
| Завземане: Р Еволюция       | 11 декември  | Full Sail University     | Уинтър Парк, Флорида      | Ейдриън Невил срещу Сами Зейн1                                     |
| МСС: Маси, стълби и столове | 14 декември  | Quicken Loans Arena      | Кливланд, Охайо           | Дийн Амброуз срещу Брей Уайът                                      |

### 2015
|  | Събитие на NXT |

| Име                             | Дата         | Място                 | Град                     | Главен мач                                                          |
| ------------------------------- | ------------ | --------------------- | ------------------------ | ------------------------------------------------------------------- |
| Кралски грохот                  | 25 януари    | Wells Fargo Center    | Филаделфия, Пенсилвания  | Кралско меле с 30 души                                              |
| Завземане: Враг                 | 11 февруари  | Full Sail University  | Уинтър Парк, Флорида     | Сами Зейн срещу Кевин Оуенс1                                        |
| Бързата лента                   | 22 февруари  | FedExForum            | Мемфис, Тенеси           | Роуман Рейнс срещу Даниъл Брайън                                    |
| КечМания 31                     | 29 март      | Levi's Stadium        | Санта Клара, Калифорния  | Брок Леснар срещу Роуман Рейнс (срещу Сет Ролинс)2                  |
| Екстремни правила               | 26 април     | Allstate Arena        | Чикаго, Илинойс          | Сет Ролинс срещу Ренди Ортън2                                       |
| Крал на ринга                   | 28 април     | iWireless Center      | Молийн, Илинойс          | Невил срещу Барет Лошата Новина                                     |
| Разплата                        | 17 май       | Royal Farms Arena     | Балтимор, Мериленд       | Сет Ролинс срещу Роуман Рейнс срещу Ренди Ортън срещу Дийн Амброуз2 |
| Завземане: Неудържими           | 20 май       | Full Sail University  | Уинтър Парк, Флорида     | Кевин Оуенс срещу Сами Зейн1                                        |
| Клетка за елиминация            | 31 май       | American Bank Center  | Корпъс Кристи, Тексас    | Сет Ролинс срещу Дийн Амброуз2                                      |
| Догорът в куфарчето             | 14 юни       | Nationwide Arena      | Кълъмбъс, Охайо          | Сет Ролинс срещу Дийн Амброуз2                                      |
| Звяра в Изтока                  | 4 юли        | Ryōgoku Kokugikan     | Сумида, Токио, Япония    | Джон Сина и Долф Зиглър срещу Кейн и Крал Барет                     |
| Бойно поле                      | 19 юли       | Scottrade Center      | Сейнт Луис, Мисури       | Сет Ролинс срещу Брок Леснар2                                       |
| Завземане: Бруклин              | 22 август    | Barclays Center       | Бруклин, Ню Йорк         | Фин Бáлър срещу Кевин Оуенс1                                        |
| Лятно тръшване                  | 23 август    | Barclays Center       | Бруклин, Ню Йорк         | Гробаря срещу Брок Леснар                                           |
| Нощта на шампионите             | 20 септември | Toyota Center         | Хюстън, Тексас           | Сет Ролинс срещу Стинг2                                             |
| На живо в Медисън Скуеър Гардън | 3 октомври   | Madison Square Garden | Ню Йорк, Ню Йорк         | Джон Сина срещу Сет Ролинс3                                         |
| Завземане: Респект              | 7 октомври   | Full Sail University  | Уинтър Парк, Флорида     | Бейли срещу Саша Банкс4                                             |
| Ад в клетка                     | 25 октомври  | Staples Center        | Лос Анджелис, Калифорния | Брок Леснар срещу Гробаря                                           |
| Сървайвър                       | 22 ноември   | Phillips Arena        | Атланта, Джорджия        | Роуман Рейнс срещу Шеймъс2                                          |
| МСС: Маси, стълби и столове     | 13 декември  | TD Garden             | Бостън, Масачузетс       | Шеймъс срещу Роуман Рейнс2                                          |
| Завземане: Лондон               | 16 декември  | SSE Arena             | Уембли, Лондон, Англия   | Фин Бáлър срещу Самоа Джо1                                          |

### 2016
|  | Събитие на Първична сила |  | Събитие на Разбиване |  | Събитие на NXT |

| Име                               | Дата         | Място                                  | Град                      | Главен мач                                        |
| --------------------------------- | ------------ | -------------------------------------- | ------------------------- | ------------------------------------------------- |
| Кралски грохот                    | 24 януари    | Amway Center                           | Орландо, Флорида          | Кралско меле с 30 души2                           |
| Бързата лента                     | 21 февруари  | Scottrade Center                       | Сейнт Луис, Мисури        | Роуман Рейнс срещу Дийн Амброуз срещу Брок Леснар |
| Препятствие на пътя               | 12 март      | Ricoh Coliseum                         | Торонто, Онтарио, Канада  | Трите Хикса срещу Дийн Амброуз2                   |
| Завземане: Далас                  | 1 април      | Kay Bailey Hutchison Convention Center | Далас, Тексас             | Фин Бáлър срещу Самоа Джо1                        |
| КечМания 32                       | 3 април      | AT&T Stadium                           | Арлингтън, Тексас         | Трите Хикса срещу Роуман Рейнс2                   |
| Разплата                          | 1 май        | Allstate Arena                         | Чикаго, Илинойс           | Роуман Рейнс срещу Ей Джей Стайлс2                |
| Екстремни правила                 | 22 май       | Prudential Center                      | Нюарк, Ню Джърси          | Роуман Рейнс срещу Ей Джей Стайлс2                |
| Завземане: Край                   | 8 юни        | Full Sail University                   | Уинтър Парк, Флорида      | Самоа Джо срещу Фин Бáлър2                        |
| Договорът в куфарчето             | 19 юни       | T-Mobile Arena                         | Парадайс, Невада          | Сет Ролинс срещу Дийн Амброуз2                    |
| Бойно поле                        | 24 юли       | Verizon Center                         | Вашингтон, окръг Колумбия | Дийн Амброуз срещу Роуман Рейнс срещу Сет Ролинс5 |
| Завземане: Бруклин 2              | 20 август    | Barclays Center                        | Бруклин, Ню Йорк          | Самоа Джо срещу Шинске Накамура1                  |
| Лятно тръшване                    | 21 август    | Barclays Center                        | Бруклин, Ню Йорк          | Брок Леснар срещу Ренди Ортън                     |
| Ответен удар                      | 11 септември | Richmond Coliseum                      | Ричмънд, Вирджиния        | Дийн Амброуз срещу Ей Джей Стайлс6                |
| Финалът на Полутежка класика      | 14 септември | Full Sail University                   | Уинтър Парк, Флорида      | Гран Металик срещу Ти Джей Пъркинс7               |
| Сблъсъкът на шампионите           | 25 септември | Bankers Life Fieldhouse                | Индианаполис, Индиана     | Кевин Оуенс срещу Сет Ролинс8                     |
| Без милост                        | 9 октомври   | Golden 1 Center                        | Сакраменто, Калифорния    | Ренди Ортън срещу Брей Уайът                      |
| Ад в клетка                       | 30 октомври  | TD Garden                              | Бостън, Масачузетс        | Саша Банкс срещу Шарлът9                          |
| Завземане: Торонто                | 19 ноември   | Air Canada Centre                      | Торонто, Онтарио, Канада  | Шинске Накамура срещу Самоа Джо1                  |
| Сървайвър                         | 20 ноември   | Air Canada Centre                      | Торонто, Онтарио, Канада  | Голдбърг срещу Брок Леснар                        |
| МСС: Маси, стълби и столове       | 4 декември   | American Airlines Center               | Далас, Тексас             | Ей Джей Стайлс срещу Дийн Амброуз6                |
| Препятствие на пътя: Прекратяване | 18 декември  | PPG Paints Arena                       | Питсбърг, Пенсилвания     | Кевин Оуенс срещу Роуман Рейнс2                   |

### 2017
|  | Събитие на Първична сила |  | Събитие на Разбиване |  | Събитие на NXT |

| Име                                        | Дата        | Място                      | Град                      | Главен мач                              |
| ------------------------------------------ | ----------- | -------------------------- | ------------------------- | --------------------------------------- |
| Турнир за Титлата на Обединеното кралство  | 14 януари   | Empress Ballroom           | Блакпул, Ланкашър, Англия | Тайлър Бейт срещу Тъкър                 |
| Турнир за Титлата на Обединеното кралство  | 15 януари   | Empress Ballroom           | Блакпул, Ланкашър, Англия | Тайлър Бейт срещу Пийт Дън10            |
| Завземане: Сан Антонио                     | 28 януари   | Freeman Coliseum           | Сан Антонио, Тексас       | Шинске Накамура срещу Боби Рууд1        |
| Кралски грохот                             | 29 януари   | Alamodome                  | Сан Антонио, Тексас       | Кралско меле с 30 души                  |
| Клетка за елиминация                       | 12 февруари | Talking Stick Resort Arena | Финикс, Аризона           | Мач в Елиминационна клетка5             |
| Бързата лента                              | 5 март      | Bradley Center             | Милуоки, Уисконсин        | Кевин Оуенс срещу Голдбърг8             |
| Завземане: Орландо                         | 1 април     | Amway Cente                | Орландо, Флорида          | Боби Рууд срещу Шинске Накамура1        |
| КечМания 33                                | 2 април     | Camping World Stadium      | Орландо, Флорида          | Гробаря срещу Роуман Рейнс              |
| Разплата                                   | 30 април    | SAP Center                 | Сан Хосе, Калифорния      | Роуман Рейнс срещу Броун Строуман       |
| Специален шампионат в Обединеното кралство | 19 май      | Epic Studios               | Норич, Норфолк, Англия    | Тайлър Бейт срещу Марк Андрюс10         |
| Завземане: Чикаго                          | 20 май      | Allstate Arena             | Чикаго, Илинойс           | Авторите на болка срещу #DIY11          |
| Ответен удар                               | 21 май      | Allstate Arena             | Чикаго, Илинойс           | Ренди Ортън срещу Джиндър Махал5        |
| Екстремни правила                          | 4 юни       | Royal Farms Arena          | Балтимор, Мериленд        | Мач Фатална петорка с Екстремни правила |
| Договорът в куфарчето                      | 18 юни      | Scottrade Center           | Сейнт Луис, Мисури        | Мач със стълби за Договорът в куфарчето |
| Огнена буря                                | 9 юли       | American Airlines Centre   | Далас, Тексас             | Брок Леснар срещу Самоа Джо8            |
| Бойно поле                                 | 23 юли      | Wells Fargo Center         | Филаделфия, Пенсилвания   | Джиндър Махал срещу Ренди Ортън5        |

## Предстоящи събития

### 2017
|  | Събитие на Първична сила |  | Събитие на Разбиване |  | Събитие на NXT |

| Име                         | Дата         | Място                | Град                     | Главен мач                                                           |
| --------------------------- | ------------ | -------------------- | ------------------------ | -------------------------------------------------------------------- |
| Завземане: Бруклин 3        | 19 август    | Barclays Center      | Бруклин, Ню Йорк         | Боби Рууд срещу Дрю Макинтайър1                                      |
| Лятно тръшване              | 20 август    | Barclays Center      | Бруклин, Ню Йорк         | Брок Леснар срещу Роуман Рейнс срещу Самоа Джо срещу Броун Строуман8 |
| Финалът на Мей Йънг класика | 12 септември | Thomas & Mack Center | Парадайс, Невада         | ???                                                                  |
| Без милост                  | 24 септември | Staples Center       | Лос Анджелис, Калифорния | ???                                                                  |
| Ад в клетка                 | 8 октомври   | Little Caesars Arena | Детройт, Мичиган         | ???                                                                  |
| МСС: Маси, стълби и столове | 22 октомври  | Target Center        | Минеаполис, Минесота     | ???                                                                  |
| Завземане: Хюстън           | 18 ноември   | Toyota Center        | Хюстън, Тексас           | ???                                                                  |
| Сървайвър                   | 19 ноември   | Toyota Center        | Хюстън, Тексас           | ???                                                                  |
| Сблъсъкът на шампионите     | 17 декември  | [TD Garden           | Бостън, Масачузатс       | ???                                                                  |

### 2018
|  | Събитие на NXT |

| Име                   | Дата      | Място                   | Град                    | Главен мач |
| --------------------- | --------- | ----------------------- | ----------------------- | ---------- |
| Завземане: Филаделфия | 27 януари | Wells Fargo Center      | Филаделфия, Пенсилвания | ???        |
| Кралски грохот        | 28 януари | Wells Fargo Center      | Филаделфия, Пенсилвания | ???        |
| Завземане: Ню Орлиънс | 7 април   | Smoothie King Center    | Ню Орлиънс, Луизиана    | ???        |
| КечМания 34           | 8 април   | Mercedes-Benz Superdome | Ню Орлиънс, Луизиана    | ???        |
| Завземане: Бруклин    | 18 август | Barclays Center         | Бруклин, Ню Йорк        | ???        |
| Лятно тръшване        | 19 август | Barclays Center         | Бруклин, Ню Йорк        | ???        |

## Брой събития
- 2014 – 14
- 2015 – 21
- 2016 – 21
- 2017 – 16 (9 предстоящи)
- 2018 – (6 предстоящи)
- Общо – 72 (15 предстоящи)

## Облици на събития
Някои събития на Мрежата са тематични, центрирани около конкретни видове мачове, или имат ежегодно-повтарящи се главни мачове.
| WWE Network Събитие                       | Година      | Особеност |
| Настоящи                                  | Настоящи    | Настоящи |
| ----------------------------------------- | ----------- | --- |
| Завземане                                 | 2014 –      | Те са специални за развиващата се марка NXT и може да включват мачове за някои от трите титли на NXT.                                            |
| Екстремни правила                         | 2014 –      | Много от мачовете са с екстремни правила, в който няма дисквалификации или отброявания.                                                          |
| Договорът в куфарчето                     | 2014 –      | Един от мачове е мачът със стълби за Договорът в куфарчето.                                                                                      |
| Ад в клетка                               | 2014 –      | Един или повече мачове са в Адската клетка. |
| Сървайвър                                 | 2014 –      | Фокусиране към елиминационни мачове и традиционните Сървайвър елиминационни отборни мачове.                                                      |
| МСС: Маси, стълби и столове               | 2014 –      | Включва поне един мач с маси, стълби и столове, както и мач с маси, мач със стълби и мач със столове.                                            |
| Кралски грохот                            | 2015 –      | Включва Кралското меле, в който победителя печели мач за Универсалната титла или Титлата на WWE на КечМания.                                     |
| Клетка за елиминация                      | 2015; 2017  | Един или повече мачове бяха в Елиминационна клетка.                                                                                              |
| Сблъсъкът на шампионите                   | 2016 –      | Всяка титла на Първична сила, трябва да бъде заложена.                                                                                           |
| Предишни                                  |             | |
| Крал на ринга                             | 2015        | Индивидуално-елиминационен турнир. |
| Нощта на шампионите                       | 2014 – 2015 | Всяка титла на WWE, трябва да бъде заложена. |
| Финалът на Полутежка класика              | 2016        | Кулминацията на индивидуално-елиминационен турнир между 32-ма, тежащи не повече от 93 кг; короноваща първия Шампион в полутежка категория на WWE |
| Турнир за Титлата на Обединеното кралство | 2017        | Индивидуално-елиминационен турнир, короноващ първия Шампион на Обединеното кралство на WWE.                                                      |